# TE6型柴油机车
TE6型柴油机车（俄语：ТЭ6）是苏联铁路的柴油机车车型之一，是由哈尔科夫运输机械制造厂为苏联国防部特别设计制造的军用特种柴油机车，不仅可用于牵引军用列车，也可以作为移动式柴油发电机组使用。

## 发展历史
1952年，根据苏联国防部的指示，哈尔科夫运输机械制造厂在TE2型柴油机车的基础上，开发研制了单节四轴的TE6型特种柴油机车。在外观上TE6型机车与TE2型机车并无较大差异，机车车体、转向架、柴油机等机械部分均与TE2型机车相同，但由于TE6型机车并不会双机重联使用，因此取消了车体尾部的通过台及重联插座。TE6型机车的最主要特点在于其发电设备，牵引发电机采用交流发电机，而非TE2型机车的直流发电机。此外，为了防范战争时的核打击以及生化武器攻击，机车配备了较全面的防核生化攻击能力，全车所有主要电气线路均以金属屏蔽保护罩包覆，以防范核爆炸产生的强电磁辐射；为隔离核辐射污染，机车车体采用全密封结构，并设有二重空气滤清系统，分别为格网式空气过滤网及油浴式空气滤清器，为柴油机及车体内部提供空气；车体后部侧墙上还设有抽气扇。

## 参看
- TE2型柴油机车
- TE3型柴油机车